# Jenisseigolf
Der Jenisseigolf (russisch Енисейский залив, Jenisseiski saliw), auch Jenisseibucht (Бухта Енисейский, Buchta Jenisseiski) genannt, ist ein im Nordwestteil der Region Krasnojarsk sowie von Sibirien und Russland (Asien) gelegener Golf der Karasee (Nordpolarmeer) und bildet zugleich den etwa 225 km langen Ästuar (Mündungstrichter) des russischen Stroms Jenissei.

## Geographische Lage
Der Jenisseigolf erstreckt sich als natürliche Grenze zwischen Nordsibirischem Tiefland im Osten und Westsibirischem Tiefland im Südwesten und Süden zwischen der großen Taimyrhalbinsel, die sich mit dem weit vom Golf entfernten Byrrangagebirge nordöstlich ausbreitet, und der viel kleineren Gydan-Halbinsel, die sich mit den Hügelketten Juribei und Gydan südwestlich befindet. Er nimmt insbesondere den von Süden kommenden Strom Jenissei auf, dessen Wasser durch den Golf nordwestwärts in die zum Nordpolarmeer zählende Karasee fließt. Der Übergang von Jenissei zum Golf (⊙) liegt zwischen nördlichem Kap Sopotschnaja-Karga mit den östlich davon in den Jenissei mündenden Flüssen Sopotschnaja und Tschaika sowie südlichem Kap Oschmarina und der westlich von diesem Kap gelegenen Narsoi-Mündung. Viel weiter nordwestlich befindet sich am Übergang des Golfs zur eigentlichen Karasee die große Sibirjakow-Insel und südwestlich davon im benachbarten Autonomen Kreis der Jamal-Nenzen die festlandnahe und auch große Oleniinsel, die zur jenseits davon gelegenen Gydanbucht als Mündungstrichter der Gydan überleitet.
Der Golf ist mit der Karasee durch zwei Meerengen verbunden: Die südwestlich der Sibirjakow-Insel gelegene ist die minimal etwa 30 km breite, zur Gydan-Halbinsel und Oleniinsel über leitende Owzyna-Meerenge, die nach Nordwesten in die Karasee mit der dortigen Neupokojewa-Insel führt, und östlich der Sibirjakow-Insel liegt eine als Jenisseigolf bezeichnete, minimal rund 35 km breite und zur Taimyrhalbinsel über leitende Meerenge, die nach Norden in Richtung der Insel Dikson mit der Gemeinde Dikson auch in die Karasee führt. Am südlichen Übergang des Golfs in diese Meerengen befinden sich nahe der nordöstlichen Golfküste mehrere Kleininseln, unter anderem: Krestowskiinsel, Groß-Karsakowskiinsel und Klein-Karsakowskiinsel.
Der letzte und zugleich nördlichste Jenisseizufluss vor seinem Übergang in den Jenisseigolf ist die Sopotschnaja, die 3 km östlich dieses Übergangs einmündet, dem entgegen ist die vorgenannte und von Süden einmündende Narsoi der erste Golfzufluss jenseits des Übergangs. In den Golf, in seine kleinen Seitenbuchten oder in die Meerengen münden neben dem letztlich von Südosten heran fließenden Jenissei unter anderem auch Pajolawajacha, Jekarjaujacha und Mongotschejacha (Sosnowaja) etwa im Süden und Südwesten sowie Saricha, Glubokaja, Syrjanka, Rogosinka, Krestjanka, Jefremowa, Lemberowa etwa im Osten und Nordosten.
Der Meeresgolf ist etwa 225 km lang, am Einfluss des Jenissei in den Golf rund 12 km und am Übergang in die Karasee maximal 150 km breit. Kurz nach dem Übergang des Jenissei in den Golf ist das Wasser etwa 26 m tief; weiter flussaufwärts, nahe der Goltschicha-Mündung, erreicht der Jenissei rund 42 m Tiefe. Der Golf ist südöstlich der Sibirjakow-Insel etwa 30 m und nordöstlich dieser Insel am Übergang in die Karasee maximal rund 33 m tief. Die küstennahen Hügel nahe der Südküste des Golfs sind südwestlich der Narsoimündung maximal 87 m hoch und jene nahe seiner Nordostküste erreichen nördlich der Krestjankamündung bis 229 m Höhe; die Hügel der Sibirjakow-Insel sind maximal 33 m und jene der Oleniinsel bis zu 13 m hoch.

## Ortschaften
Die Festlandküsten und Inseln im Bereich des Jenisseigolfs sind überwiegend unbewohnt, jedoch leben in der Region im Sommer insbesondere Fischer mancherorts in Hütten. Zudem gibt es ganz im Norden am Übergang der östlichen, aus dem Golf in die Karasee führenden Meerenge die sowohl auf der Insel Dikson als auch auf der festländischen Taimyrhalbinsel gelegene Gemeinde Dikson und an der Westküste des Golfs, wo die Owzyna-Meerenge beginnt, liegt an der Küste die Polarstation Leskino (⊙) und an der etwas westnordwestlich davon gelegenen Sosnowajamündung die einstige Ansiedlung Sosnowaja.

## Fauna, Klima und Eisgang
Im Hinterland der mancherorts schroffen Küsten des Jenisseigolfs herrschen Tundra mit Moosen und Flechten vor, wobei Frostschuttwüsten bis an die Strände reichen. Die Winter sind lang und extrem kalt, die Sommer kurz und kalt. Die meiste Zeit des Jahres ist der Golf von Eis bedeckt, obgleich die Schifffahrtsrouten von Eisbrechern freigehalten werden, nur während drei Sommermonaten bleibt er eisfrei. Wenn im Sommer Eis und Schnee schmelzen, treibt der Jenissei oftmals starke Hochwasser in den Golf.